# Liste der Monuments historiques in Nesle-et-Massoult
Die Liste der Monuments historiques in Nesle-et-Massoult führt die Monuments historiques in der französischen Gemeinde Nesle-et-Massoult auf.

## Liste der Objekte
| Bezeichnung     | Beschreibung       | Standort                              | Kennzeichnung | Schutzstatus | Datum | Bild |
| --------------- | ------------------ | ------------------------------------- | ------------- | ------------ | ----- | ---- |
| Zwei Sarkophage | Kalkstein, um 1400 | Nesle, in der Kirche St-Martin (Lage) | PM21001623    | Classé       | 1925  |      |